# Mycetina sasajii
Mycetina sasajii is een keversoort uit de familie zwamkevers (Endomychidae). De wetenschappelijke naam van de soort werd in 1982 gepubliceerd door Strohecker.